# 機巧少女は傷つかない
『機巧少女は傷つかない』（マシンドールはきずつかない）は、海冬レイジによる日本のライトノベル。イラストはるろおが担当。MF文庫J（メディアファクトリー→KADOKAWA）より2009年11月から2017年7月まで刊行された。2017年6月時点でシリーズ累計部数は160万部を突破している。
テレビアニメが2013年10月から12月にかけて放送された。

## あらすじ
魔術によって人形に生命を吹き込み操る、機巧魔術を扱う人形使いが存在する世界。機巧文明が隆盛を誇りながら世界大戦の影が見え隠れする20世紀初頭、人形使いの頂点――〈魔王〉を決める戦いである〈夜会〉が四年に一度の魔蝕の年に開かれていた。
大英帝国にある機巧都市リヴァプールの『ヴァルプルギス王立学院』で開催される夜会に参加するため、人形使いの少年・赤羽雷真は日本から留学してくる。しかし、稀代の人形師・花柳齋の真作である自動人形・夜々を引き連れ、ヴァルプルギス王立学院の門を叩いた雷真の本当の目的は、〈魔王〉の称号を手に入れることではなく、不世出の天才にして一族を皆殺しにした赤羽天全に復讐することだった。
ちらつく世界大戦の影、そして、神性機巧（マシンドール）を巡る陰謀に巻き込まれながら、雷真は復讐を果たすため夜々とともに〈夜会〉に身を投じていく。編入直後は、劣悪な成績から嘲笑された雷真だったが、他の学生とは一線を画す機巧戦闘の才能と、他人のために命を懸けられる真っ直ぐな心根で、徐々に理解者を増やしていく。

### 第一部（1巻 - 6巻）
〈夜会〉に参加するため魔術の最高学府ヴァルプルギス王立学院に留学した雷真だったが、雷真の成績は〈下から二番目〉であり、〈夜会〉に参加することはできない。参加資格を得るために雷真たちは動き出し〈十三人〉の一人・〈暴竜〉シャルと知り合うが、学院の裏では自動人形を襲う『魔術喰い（カニバルキャンディ）』の影が蠢いていた。
〈夜会〉参加資格を手に入れた雷真だったが、初戦の相手であり〈Dワークス〉の人形を操るフレイに暗殺を仕掛けられる。軍部の命令で〈Dワークス〉への諜報活動に〈雪月花〉の1体であり、夜々の妹の小紫と向かい、そこで衝撃的な事実を目撃した雷真に追い打ちをかけるように、姉のフレイの代わりに自主降格した〈十三人〉の一人・〈剣帝〉ロキが夜会に現れる。
負傷で入院中の雷真は〈暴竜〉シャルの妹アンリと出会う。その同時刻、シャルが時計塔を破壊して飛び去る姿を、雷真は目撃する。学院長を暗殺しようとするシャルと自殺未遂を繰り返していたアンリの背後には、人形使いを必要としない神性機巧を名乗る人形シンの姿があった。
シャルと二人がかりでどうにかシンを撃退した雷真だったが、ある〈夜会〉を期に夜々が失踪する。ようやく夜々を見つけるが〈十字架の騎士〉と名乗る〈夜会〉参加者たちとシンの主であるアリスとともに、夜々は雷真の前から姿を消してしまう。雷真は花柳齋硝子に相談するが硝子は夜々を放棄すると言い、〈雪月花〉の1体であり夜々の姉であるいろりを雷真に与える。
〈十字架の騎士〉を倒し夜々を取り返した雷真は、夜々を欲しがるイオネラ・エリアーデ教授と機巧都市リヴァプールで開かれている自動人形の祭典を見て回ることになる。しかし、そこで黒太子エドマンドがイオネラの作った人形エヴァンジェリンを使ってクーデターを起こす。その折に、雷真はマグナスが赤羽一門の奥義である紅翼陣を使う姿を目撃する。
黒太子のクーデターの影響で、〈夜会〉に一カ月の猶予期間が置かれる。紅翼陣の修業を行う雷真のもとに、硝子が持ってきた仕事の内容は、最も若い〈魔王〉である〈迷宮の魔王〉グリゼルダ・ウェストンの内偵。シェフィールド近郊の田舎町を小紫とともに訪れた雷真は、グリゼルダが紅翼陣とよく似た術を使うところを目撃し、彼女に弟子入りを申し込む。グリゼルダの家に住み込みで弟子入りした雷真は、ウェストン家の真実を知り、〈焼却の魔王〉ライコネンに戦いを挑む。

## 登場人物
担当声優は、ドラマCD版・テレビアニメ版共通。

### ヴァルプルギス王立機巧学院

#### 主人公
赤羽 雷真（あかばね らいしん）
声 - 下野紘
本作の主人公。学院の二回生で「夜会」の参加者。第百位。登録コードは「下から二番目（セカンドラスト）」。
日本から留学してきた傀儡師の少年。精悍な顔つきをしていて、誠実で優しい性格。自動人形を人間と同じように見ている。シャルロット曰く、「目的の為には、手段を選ばない男」。
人形使いの名門赤羽一門の生き残りであり、一族を皆殺しにした仇を討つべく「夜会」参戦を目指し、軍部と花柳斎の口利きでヴァルプルギス王立機巧学院に留学してきた。機転と洞察力に優れ、頭の回転は速く実技もとても優秀であるが、人形使いとなってから二年程度と日が浅いため、機巧魔術の教養は悲惨なほど拙い。
赤羽一門当主の次男坊だったが、優秀すぎる兄の陰に埋もれる毎日から魔術より武術に傾倒していったため、勘当同然に家を飛び出し、皮肉にも一門皆殺しの惨劇を免れた。そのため、魔術は、ほとんど初心者で和術や、駆け引き、敵の裏をかく戦法を得意とする。自分の人形使いとしての才能を過小評価しているが、硝子曰く、天賦の才を持っており、タフな肉体と高い身体能力、人並み外れた五感と反射神経も持っている。また、軍事訓練を受けていて射撃能力は高い。
積極的に甘えてくる夜々には手を焼いているが、彼女のことは相棒として大事に思っている。また雷真本人は「惚れたら関係ない」としているが年上で巨乳好きの気がある。初めは夜々にも隠していたが、土門日輪とは許嫁の関係。しかし、護るべきものも護れなかった復讐鬼の自分に、そんな甲斐性はないと思っているのか、雷真自身に、もう結婚する気はなく、異性からの好意にも相当鈍い。
夜々（やや）
声 - 原田ひとみ
本作のヒロインの1人。雷真の自動人形。黒いミニの着物に身を包んだ黒髪の可憐な少女の姿をしている。
花柳斎秘蔵の真作「雪月花」の次女「月の乙女」で、軍艦一隻と釣り合う価値のある花柳斎ブランドの最高級人形。雷真を慕い積極的に甘えているが、思い込みも激しく、雷真が他の女子と一緒にいるとすぐに取り乱すため、雷真は対処に困っている。雷真が自分になびかないのは人間ではないからと考え、人間になることを望んでいるが、シグムント曰く「性格のせい」。
雷真を好くあまり嫉妬に狂って雷真に暴力を振るったり、女性の名前が出るたびに関係を疑ったりするが、心よりの信頼において雷真の人形として戦っており、どのような結末でも雷真と運命を共にすることを覚悟している。
結合強度の魔術回路「金剛力（こんごうりき）」を搭載しており、自己領域内の単子を超高度物質化することで、筋力を数千倍まで高め強靭な身体と強大な膂力を生み出す。ただしあくまで攻撃が力押しなため、流体との相性が悪く、戦術的にも単純になってしまうため、雷真もともに戦うことで戦術を複雑にしている。

#### 十三人（ラウンズ）
マグナス / 赤羽 天全（あかばね てんぜん）
声 - 小野友樹
銀の仮面で素顔を隠している男子学生。紅い瞳をしている。夜会のトップランカー「十三人」の一人で第一位。登録コードは〈元帥（マーシャル）〉。次期魔王有力候補の筆頭。「機巧技術科」コース所属。
魔力も技術もずば抜けており、総合成績歴代一位で学院始まって以来の天才と言われている。優秀な人形師でもあり、彼の少女型人形は彼が作った禁忌人形であるという噂がある。他の学生からは「偉大なる者（マグナス）」と敬意を持って呼ばれている。
ゴスロリドレスを身に纏う乙女型人形「戦隊（スコードロン）」を6体所持し、複数の自動人形による集団戦闘を得意とする、「ひとり軍隊（ワンマンフォース）」。その戦力は軍艦数隻に匹敵する。
その正体は雷真の兄、赤羽天全。赤羽一門始まって以来の天才であり、その才能から鬼神、神童と呼ばれ、赤羽一門の開祖をも越える逸材と目されていた。しかし、突如雷真を除く赤羽一門の全員を皆殺しにし、行方をくらませた。雷真が夜会入りした理由そのものであり、兄であると同時に妹の仇でもある。その目的は神を造ることらしいが、詳細は不明。
火垂（ほたる）
声 - 花澤香菜
マグナスの乙女型人形。魔術回路は圧力に関するものであり、余剰で熱を生む。
雷真の妹（赤羽撫子）にそっくりな外見をしているが、マグナスに敵対する雷真に対して敵意を示している。また、マグナスからモノ扱いをされていると感じ、いくらでも代わりが存在すると考え落ち込む姿を見せたり、いろりからもらった懐炉を大事にするなど、人間のような情緒を見せる。
玉虫（たまむし）
マグナスの乙女型人形。魔術回路は魔力吸収。対象の魔力を奪うドレイン系の魔術回路であり、制御が非常に難しいとされる。撫子の消化器が格納されていた。
鎌切（かまきり）
マグナスの乙女型人形。魔術回路は空間転移。こちらも扱いが難しい。撫子の感覚器が格納されていた。
蜻蛉（かげろう）
マグナスの乙女型人形。魔術回路は衝撃反射。撫子の筋繊維が格納されていた。
蜜蜂（みつばち）
マグナスの乙女型人形。魔術回路は生命力供給。撫子の心臓が格納されていた。
姫蜘蛛（ひめぐも）
マグナスの乙女型人形。魔術回路は魔力の経路を作る能力。繋がった者同士は、意思疎通、感覚情報の交換、魔力の授受などを行える。撫子の神経系が格納されていた。

アスラ・オーエン
英国インド領からの留学生。四回生で第二位。登録コードは〈三千世界天子（アバタール）〉。浅黒い肌の大人びた風貌に理想に燃える少年のような真っ直ぐな黒い瞳を持つ男子学生。貧しい生い立ちから、列強諸国による軍拡競争が世界にもたらす弊害を憎んでいる。
『自分が「魔王」となった暁にはその権威を平和を願う同志たちと共に分かち合う』という理想を掲げ、魔術結社「新機関（ノヴム・オルガヌム）」の結成を提唱して下位の手袋持ち達を次々と傘下に加えて行く。弁舌が立ち集団を的確に率いるカリスマもあり、ロキも「将としては自分よりも上」と認めているが、「自分は周囲が思っているほど清廉でも高潔でもない」と自嘲するなど、どこか影がある。
存在自体が禁忌であるシュメル人であるが、本人はそれを否定している。その魔力は強大で、〈約束された子ども〉であるロキをも凌ぎ、未だ学生の身でありながら歴代の魔王と比肩するほど。
インドラ
甲冑をまとった武人姿のアスラの自動人形。魔術回路は「雷霆神器（アンダルギア）」。自身や人形使いの体を雷に変換して縦横無尽に移動させる能力を持つ。
オルガ・サラディーン
学院の学生総代。第三位。〈金色のオルガ〉の異名を持つ精霊使い（ジン・マスタリー）。結社の幹部〈金薔薇〉の孫娘であり、ブリュー家と因縁のあるセト家の人間である。同じ十三人のオーガスト・ヴェイロンとは恋人であるが、結社によってその記憶を除去されていた。
トール
オルガの自動人形。赤い竜の姿をしたシグムントの同型機。彼と同じく「魔剣（グラム）」の魔術回路を持ち、またトールはそれを2つ持っている。シグムントを「兄弟」と呼ぶ。皮肉っぽい性格をしている。
フェリクス・キングスフォート
声 - 梶裕貴
学院の風紀委主幹。学院の三回生で、第四位。登録コードは〈銀槍の乙女（ヴァルキュリア）〉。容姿が整った美男子で女子に人気があり、シャルから慕われていたが、実は冷酷な人間性の持ち主である。
エリザ
声 - 能登麻美子
フェリクスの自動人形。ルネサンス期に作られた。魔術回路は「魔術喰い（プレデター）」および「白い幻霧（ホワイトミスト）」を始めとするほかの自動人形から奪った魔術回路。
ソーネチカ・スニートキナ
〈女帝〉の異名を持つロシアからの留学生。第五位。登録コードは〈凍土の炎帝（ノーザンクルス）〉。メリハリの効いた肢体に前世紀の貴婦人めいたデザインの特注学生服をまとう、縦ロール盛髪のド派手な少女。常在戦場の覚悟と淑女の品格を併せ持つ、竹を割ったような武闘派。ロシアの帝室の血筋で「アインの石」を受け継ぐ。魔王の座を手に入れ、〈血の日曜日〉事件で失墜した帝室の権威を取り戻すことを目的としている。
ヨルムンガンド
ソーネチカが従える三体の鋼鉄の単眼巨人。魔術回路は「因果性置換（テオレイン）」の縮小限定版。過去を呼び出すことで装甲の再生や伸縮、別の魔術回路への切り替えを可能とする。三位一体となって全長約20mの大蛇型自動人形に変形する機能を持つ。
シャルロット・ブリュー
声 - 高本めぐみ
本作のヒロインの1人。愛称はシャル。学院の二回生で第六位。登録コードは〈君臨せし暴虐（タイラントレックス）〉。学生からは「暴竜（Tレックス）」と呼ばれ恐れられている。夜会のトップランカー「十三人」にも名を連ねる若き天才魔術師。倫敦のブックメーカーがオッズ三倍をつけるほどの、次期魔王候補有力株の一角。
もとは名門貴族だったブリュー伯爵家の令嬢で、ある事件をきっかけにバラバラになった家族や自動人形を取り戻すために魔王を目指している。自分の生まれに確固たる自信と責任を持っており、「私は女王陛下から一角獣の紋章と北の領地を賜った、ブリュー伯爵家のシャルロットよ!」を合言葉に「高貴なる者の義務（ノブリス･オブリージュ）」に従って邁進する。
金髪碧眼の美しい少女であるが、自分の胸囲に対してはコンプレックスがある。人付き合いが苦手で、大きな暴力沙汰を起こすなど、問題行動を取ってしまうことが多かったため恐れられており、加えて夜会は無慈悲な生存競争であるとの考えからシャルロット自身も他人と関わることに消極的だったことも相まって雷真と出会うまで友人と呼べる存在はいなかった。
シグムント
声 - 中田譲治
シャルの自動人形であり、彼女のよき理解者。彼女の先祖が退治した悪竜から作られたと言われる禁忌人形で、四枚の翼を持つ鋼色の鱗のドラゴンの姿をしており、普段はシャルの帽子の上や肩に乗るほどの大きさ。150年ほど生きており、思慮深い性格と確かな人を見る目で、孤立した立場から不安や焦燥に駆られがちなシャルに度々助言を与え、心を支えている。意地っ張りな彼女の張り詰めた心をほぐすために茶化すことも多い。
宇宙の真理に関わるといわれる秘法、物質の生成･消滅を司る魔術回路「魔剣（グラム）」を搭載しており、戦闘時は全長八メートルにも及ぶ巨大な姿になり、シャルを背中に乗せて戦う。サイズはより小型に抑えて機動性を上げたり、さらに巨大化して力任せに敵を粉砕したりと調節可能。
シグルド
シグムントの子供であると同時にシャルへの贈り物。トールとの闘いの末に傷ついたシグムントの魔術回路と硝子の持つ雪月花シリーズと同じ心臓が合わさって造られた卵から孵った。
ロキ
声 - 岡本信彦
学院の二回生で第七位（後に第九十九位に自主降格）。登録コードは〈自ら廻る焔の剣（セイクリッドブレイズ）〉。真珠色の髪に紅い眼をした美男子。操作の難しい鋼の自動人形「ケルビム」を自在に操る。
実戦演習では負け知らずで、極めて優秀な成績であり、キンバリーの予想をはるかに上回る速さで禁書の模写を完成させた。マグナスの対抗馬と目されるほど相当な魔力の実力をもつ魔術師であり、ケルビムの設計を一から組み直す所からかなり腕の立つ人形師でもある。周囲からは「剣帝」と呼ばれ、降格後もいまだに「十三人」と同格に見なされている。
フレイの弟であるが、ややフレイに対しても高圧的な態度をとる。しかし、本心は姉のことを気にかけており、順位を下げたのも、フレイの夜会初戦の相手となりそうな雷真をフレイの代わりに倒そうとしたからである。
人工的な「約束された子ども（プロミストチルドレン）」として養父のブロンソンにより心臓を機巧化されたサイボーグ魔術師兵の側面を持ち、常に魔力暴走や心停止の危険に晒されている。
雷真とは実力を認め合うものの犬猿の仲で、毎度子供じみた口喧嘩を繰り返している。しかしいざとなると雷真の窮地に助け舟を出すなど、仲間としての意識が徐々に芽生えつつある。
ケルビム
ロキの自動人形で、機械的なしゃべり方をする。全身金属製で、鋼板が人型に組み合わさったような外観をしている。ブレードになっている両腕と、背中からミサイルのように飛来する8本の短剣を駆使して戦う。
「熱風操作（ジェット）」の魔術回路を搭載し、熱風を収束した高熱の刃は、硬化した夜々をも切り裂く。風の噴射を利用して、地面を滑るように移動できる。巨大な剣に変形し、ロキが魔術で振り回したり、上に乗って飛行することも可能。
Dワークスの「エンジェル」シリーズであり、その戦闘能力は「ガルム」をはるかに凌ぐと言われ、整備性も極めて良好であるが自律性が低く、操作が難しい。「剣の結界」という自動防御機能があり、背中の短剣群が術者を中心に円を描き、その円内に踏み込んだ者を自動的に切り裂く。
ジブリール
破壊されたケルビムに代わる新型のロキの自動人形。イオネラ作で、盾、剣、天使、砲の4形態に変形可能なエンジェルタイプの異端。姿はケルビムより人間に近く、ルシファーに似ている。OSはケルビムのものを採用しているためしゃべり方は変わらない。ロキが制御しなくとも翼が自動制御し意図した通りに飛行できる新機構がある。
「完全統制振動（フラガラッハ）」「風の剣舞（シルエイティ）」「永劫の火（フェニックス）」「雷霆神器（アンダルギア）」の四つの魔術回路を搭載し、変形させることで各形態に割り当てられた魔術回路が使用可能になる。魔術回路は「熱風操作」ではなくなったが、新たな魔術回路たちを用いて以前と同じ能力をおおかた再現しているほか、フィンブレードを空間転移させ攻撃し、炎を噴射させ移動など、ケルビムを上回る性能を持つ。魔活性不協和の原理を超越しているかに思われるが、イオネラ曰く「ずる」。ロキやグリゼルダといったトップクラスの念動の使い手を必要とする。
土門 日輪（どもん ひのわ）
本作のヒロインの1人。学院の二回生で第八位。登録コードは〈魔軍を統べる黒曜姫（ダークプリンセス）〉。背丈は夜々と同じほどで、艶やかな桜色の着物に紫色の袴を着ている。
雷真の許婚。親同士が決めたことではあるが、彼のことをかなり好いている。雷真の言うことは絶対で、夜々の言うことにも惑わされることがない。その好意は夜々が強敵と認めるほど。学院に入ったのも赤羽天全がいるとの噂を聞きつけ、そこにいけば行方知れずになった雷真に会えると思ったからである。
土門の血の制限ゆえに、知り合いと呼べる相手がほとんど居らず、シャルとすぐに仲良くなった。基本的に恥ずかしがり屋だが、雷真のこととなると大胆になることもある。落ち込みやすい気質だが立ち直るのも早く、心は強い。
特定の自動人形を所持しておらず、呪符に「神」を下ろし、それを行使するイザナギ流の「式神」使い。「十三人」の一人ということもあり、相当な魔力も持っており、その力は十分の一に制限されても他の「十三人」の攻撃を防ぎきれるほどである。
ゼカルロス兄
第九位。無口で無愛想な青年。小妖精型の自動人形を使用し、〈土〉の魔術を使う。
セドリック・グランビル
声 - 種田梨沙
夜会執行部議長。第十位。キングスフォート家と並ぶ英国の重鎮であるグランビル家の御曹司。
時計塔破壊にまつわる一連の事件の後に軟禁状態から救出されたとされるが、アリス曰くそれも偽者であり、本人は既に死亡しているとのことである。
ゼカルロス弟
第十一位。兄のものと同型の自動人形を使用し、〈風〉の魔術を使う。
ヘイゼル・ヘイムダル
第十二位。国籍不明の一回生。登録コードは〈断黒絶刀（セイブルセイバー）〉。ブロンソンの実の娘であり、彼をお父さまと呼ぶ。プロミストチルドレンであるがホームにはおらず、ロキたちもその存在を知らなかった。ロキはヘイムダルが彼女の識別コードと推測している。
元々は非才であり、ブロンソンにとっては数多くいる婚外子の1人にすぎなかったため興味を持たれていなかった。しかしブロンソンの実験手術を受けてからは彼から称賛されるようになり、幸福を感じていた。優秀な姉の陰に隠れがちなアンリエットに自身の境遇から共感を覚えている。
ブロンソンが逮捕された原因の1人であるロキに烈しい敵愾心を持つが、その一方でロキとフレイの両親を殺したのがブロンソンであることは知らないらしい。
対象を言葉で操る魔術〈勅命詔書（ロイヤルオーダー）〉を使い、剣術の腕もかなり立つ。
ドロシー・マクガフィン
第十三位。登録コードは〈死者の王（ノスフェラトゥ）〉。直情傾向でオルガに行き過ぎた敬愛を抱く死霊術師の女子学生。16歳とは思えないほど子供っぽい容姿。口が悪く、相手を面と向かって「ドグサレ」呼ぶ。
黒薔薇の孫であり、硝子をお姉さまと呼ぶようになり、その後もなし崩しにアリスの策に協力した。
オーガスト・ヴェイロン
登録コードは「下から一番目（ラスト・ワン）」。フェリクスの脱落により「十三人」の一員となった。学力試験を白紙で出すなど、普段はやる気のない態度が目立つが、想い人には一途。
実は、オルガと同じく〈結社〉の人間であり、彼女の恋人。
スレイプニル
身にまとって使用する甲冑型の自動人形。魔術回路は「距離操作（ストライド）」で、文字通り距離を操作する魔術。

#### 手袋持ち（ガントレット）
リゼット・ノルデン
声 - 能登麻美子
風紀委主幹補佐。学院の三回生で第三十四位。登録コードは「白い幻霧（ホワイトミスト）」
眼鏡をかけた少女。雷真に対してひどい言葉を吐く（罵倒のレパートリーがなぜか細長い虫に偏っている。例としてサナダムシ、イトミミズなど）。実際には夜会前に殺されておりフェリクスの自動人形にすり替わられていた。
フレイ
声 - 阿澄佳奈
本作のヒロインの1人。学院の三回生で第九十九位。登録コードは「静かなる騒音（サイレントロア）」。Dワークスの軍用犬型自動人形「ガルム」シリーズの一体、「ラビ」を連れている。「機巧戦術科」コース所属。真珠色の髪に紅い眼をした少女。体つきは華奢だが胸が大きく、顔立ちも整っている。
人工的な「約束された子ども」として養父のブロンソンにより心臓を機巧化された魔術師兵の側面を持ち、常に魔力暴走や心停止の危険に晒されている。
本当の両親は優れた人形使いで、機巧人形劇を生業としていたが、フレイとロキの資質に目をつけたブロンソンの裏工作により、劇の最中に事故を装って殺害され、フレイとロキの身柄はブロンソンの手中に落ちた。ブロンソンからは実験体として扱われていた節があり、過酷な訓練を課され、学院へと入学する。ロキとは実の姉弟であるが、フレイは母親の死は自分が招いたと誤解して、そのことでロキに恨まれていると思い込んでいたため、彼の前では萎縮していた。
雷真の初戦の相手で、ある理由により雷真を暗殺しようとしていたが、彼女自身が残忍さや狡猾さとは程遠い性格のため、嫌がらせレベルにしかなっていない。
「ガルム」シリーズ
一般の自動人形とは異なり、生身の犬を機巧で改造して生み出されたDワークス製軍用犬型量産禁忌人形。装甲をつけた犬の姿をしている。自律しているが、中身もほとんど見た目通りの犬で、人語を喋れず、知能もあまり高くない。しかしヨミ曰く「新米魔術師でも扱える」容易な操作性が売りで、フレイ一人でもマグナスのように複数体の自動人形による連携攻撃が可能。音の魔術回路「音圧操作（ソニック）」を搭載しており、音を介した索敵や攻撃を行い、優れた隠密性を発揮する音波の相殺による消音能力や、「ガルム」同士の音の共鳴による攻撃力の強化を可能とする。
ラビ
フレイが最初に連れていた「ガルム」。犬種は巨大な黒いオオカミ犬。
リビエラ、ルビー、レビーナ、ロビン
フレイが新たに夜会に登録した「ガルム」。犬種は順にコリー、グレートデン、シェパード、ダックスフンド。
アリス・ラザフォード
声 - 種田梨沙
本作のヒロインの1人。第八十七位。登録コードは「加速の妖精（エルフ・スピーダー）」。銀色の髪をした麗しい姿の少女。並外れた魔力の持ち主。人形使いとしても優秀。
歪んだ性格の持ち主で他人の不幸を見ることを一番の楽しみにしていたが、雷真と触れ合って以降は性格にも少しずつ変化が生じている。
体の半分を機巧化されているため、魔術を使うことができる。幻を操る魔法「虚像（ブロッケン）」の使い手であり、それにより幻影の投射や変身、物質の透明化が可能。雷真との戦闘時にシンにも使用したが、魔活性不協和の原理により、シンの魔術と組みあわせて使うことができない。
実はラザフォード学院長の娘だが、愛情に恵まれているとは言い難い。そのため、健康な肉体と父の愛に恵まれていたブリュー姉妹に嫉妬していた。
シン
声 - 櫻井孝宏
アリスの執事を務める、生身の人間を機巧化して造られた禁忌人形。銀に近い金髪で色つき眼鏡をしている。
完全に近い形で自律しており、人形使いが不在でも魔力を生み出せる。ロキと互角以上に渡り合い、夜々とシグムントをまとめて圧倒するなど、「十三人」クラスと同等かそれ以上の戦闘能力を持つ。
主人のはずのアリスに対して、毒舌を用いた諌言を頻繁に振るうが、職務態度は極めて忠実で、自分以外にアリスを悪く言う人間には容赦しない。
賀茂 昴（かも すばる）
いざなぎ流の名門の嫡流。日輪の護衛。第十七位。日輪のことが好きではあるが、日輪は雷真のことが好きであるため、気づかれてもありえないとまで言われてしまった。日輪を振り回す雷真のことを嫌ってはいるが、信用はしている。
弓削 六連（ゆげ むつら）
いざなぎ流の名門の嫡流。日輪の護衛。第二十八位。
アーバイン
眼鏡をかけた知性的な面立ちの青年。登録コードは「黒鉄結晶（ダークアイアン）」。自動人形は金属製のゴーレムで、スライムのように身体をゆがませ、流体を収束して刃を作り、鋼線のように伸ばして攻撃する。

##### 十字架の騎士（クロイツリッター）
ローゼンベルク
「十字架の騎士（クロイツリッター）」の主（ヘル）。第七十四位。登録コードは「散らない薔薇（ロサアダマント）」。蜂蜜色の金髪を長く垂らした立派な体格の美青年。常に泰然とした態度を崩さず、性格は慎重。
ソフィア
ローゼンベルクの自動人形で、小柄でタワーシールドを持った騎士。「機巧兵士MK5」の一体。甲冑の中は美しい少女。一年前までは人間だったが、人形に機巧化された。
フェニックス
ロキとの再戦時にローゼンベルクが使用した「伝説級」自動人形。変形機構付きの金属製のボディは、鉤爪を備えた巨大な腕の有翼人と、腕が脚部パーツに置き変わった怪鳥の二つの姿を持つ。炎熱の魔術回路（名称不明）を搭載しており、高熱の爪による斬撃、炎の噴射による高機動力に加え、熱を魔力に変換して吸収する機能は、ケルビムの完全な上位互換にして天敵というべき性能を誇る。
シュナイダー
「十字架の騎士」の「V（フュンフ）」。登録コードは「飛来する痛苦（ペインズエアレイド）」。燃えるような赤髪の青年。気性は荒いが、敗北して本国送りになった仲間たちのために怒り、フレイを守る「ガルム」達に敬意を払うなど、結束を重んじる一面もある。自動人形は長身痩躯のクレイモアを武器とする騎士。「機巧兵士MK5」の一体である。
ヴァイツゼッカー姉妹
「十字架の騎士」の「II（ツヴァイ）」と「III（ドライ）」。登録コードは不明。双子の姉妹。2オン2の野戦演習においては三回生最強。雷真から見て五歳以上年下に見える容姿で、性格も無邪気で子供そのもの。
ヴォルタ
「十字架の騎士」の「IX（ノイン）」。イタリアの四回生。第八十六位。登録コードは不明。背が低く、線の細い、中性的で甘い顔立ちをした少年。自動人形はシンの旧型に当たる「機巧兵士MK3」。
シュミット
「十字架の騎士」の「IV（フィア）」。登録コードは「粉砕者（ナッツパン）」。褐色の肌の少年。キンバリー曰く、魔力は強いが波形が乱れる癖がある。自身の優位を確信して増長し、形勢が変わると途端に弱気になるなど、やや軽薄な性格。

#### 教授
エドワード・ラザフォード
声 - 斧アツシ
学院長。日焼けした顔に口ひげの壮年。十九世紀最強の魔術師と謳われており、雷真がひるむほどの凄み、軍人を思わせる体躯、化け物のような巨大な魔力の持ち主。ヴァルプルギスの学び舎にラザフォードありと言われるほどである。雷真のことを「将来有望な人形遣い」と評している。
キンバリー
声 - 伊藤静
機巧物理学専門。雷真の担任でもある眼鏡をかけた若い女性。マジックアイテムや魔術回路の基礎理論をフィールドとして研究している。そのほかにも、他分野にわたる広範な魔術知識を持ち、実戦経験も豊富な、本人曰く「超一流」の魔術師である。しかし、クルーエルによると15年前の彼女は魔術を怖れ、憎み、呪いさえしていた。教師としては厳しいタイプではあるが、公平な成績評価と若めの容姿から男子生徒に人気がある。
魔術師協会「ネクタル」の番犬である「灰十字（クルサーダ）」の一員で、仲間からは「鶯」と呼ばれている。
イオネラ・エリアーデ
機巧工学専門。17歳でありながら優秀な頭脳を持つ、緑色の髪にエメラルド色の瞳の少女。愛称は「イオ」。研究熱心だが入浴中にアイデアが閃いて裸のまま実験を始めて寝落ちしてしまうなど、生活面では結構ズボラ。少ない魔力で大魔術を使えるような、魔力の変換伝導体の研究をしており、一方で野心的な機巧設計の数々を手掛ける新進気鋭の人形師でもある。自動人形からその部品に至るまでに我が子に等しき愛情を注ぎ、自分の研究を応用して、自動人形が戦争の道具にされない世界を作りたいと願っている。硝子こと「花柳斎」の大ファンで、〈雪月花〉の一体である夜々に入れ込む。
エヴァンジェリン
イオネラが製造した自動人形で、容姿はイオネラの生き写し。
支配の魔術回路「絶対王権（マルチコントローラー）」と魔力増幅機巧「無限連鎖反応（アルファサイクル）」を搭載しており、魔力を乗せた歌声を介して自動人形の制御を奪う能力を持つ。禁忌人形ならばある程度抵抗できるが、魔術回路の機能は著しく減衰させられる。
グリゼルダ・ウェストン(16)
四年前の夜会の勝者で、現時点で最も若い魔王。通り名は「迷宮の魔王（ザ・ラビリンス）」。後頭部に結んだ黒髪と腰の長剣が特徴の女性。シェフィールド近郊の田舎町に住み、そこの地主でもある。魔王でありながら、組織に属さず、何の研究もせずに地代収入で生計を立てており、自分の領地で隠遁生活をする変わり者。
血の気が多く、サディスティックな性格をしている。その一方で、雷真の言動を求婚だと勘違いするなどかなり天然で乙女な一面を持つ。また、自分の町と住民を大事にしており、町の方に出てきて警察に代わって無法者や泥棒を退治して治安を維持している。そのため、町の人間からは慕われている。
「魔王」から直々に教われるため、彼女の講義はすぐに席がなくなるほどの人気がある。また、引き続き雷真やシャルの教導を行なっており、彼らの成長における大きなウェイトを占めている。
秘術「アリアドネの糸」を用いて魔力の糸を体内に送り込み、魔力循環系に干渉することで、魔力の循環の阻害や操作ができる。これによって、相手の動きを封じることや相手の生命活動を危うくすることもできる。
トレードマークでもある剣が示す通り剣術の達人でもあり、自動人形が無くてもアリアドネの糸と魔術師としてのスキル、そしてその剣技を用いてそこらの魔術師なら瞬殺できるほどの戦闘力を発揮する。
イプシロン
グリゼルダの自動人形。金髪碧眼の少女の姿をしており、兜や剣、胸当てなどで武装されている。見た目は人間の少女にそっくりで可愛らしいが、毒舌家。決して安物ではないが、構造的には貧弱そうで、魔力の流れも精密ではない。
ディガンマ＆スティグマ
イプシロン亡き後グリゼルダが手にした新たな自動人形。イオネラが製作した純白の機械天使で、Dワークスの機巧技術とドイツの〈完全統制振動（フラガラッハ）〉を組み合わせて作られた。
〈協会〉の所持品でグリゼルダに貸与されているが、彼女達は優れた使い手であるグリゼルダの人形であることを望んでおり、二体の名前も『イプシロンの妹達』という意味を込めてグリゼルダが与えたもので、名実共にほぼグリゼルダの所有品。

#### 関係者
クルーエル
声 - 諏訪部順一
学院の医師。十年前なら美青年と言われただろう二枚目であるが眼光が鋭く凄みがある。医師としての腕は確かであるが、結構な女好きなようで女子生徒にちょっかいを出している。
キンバリーとは旧知であり、魔術師協会から金と引き換えに雷真をマークするように言われる。その一方で、変わってしまったキンバリーのことを心配しており、彼女に魔術師協会を抜けるように説得したことがある。
アヴリル
声 - 川澄綾子
学院長秘書官。黒眼鏡をかけた金髪の美女。腰にはサーベルを携えている。口が悪く、短気な性格をしている。学生のことは「ガキ」と呼び、学院長のことでさえ平気で「ジジイ」呼ばわりして悪態をつく。年齢を気にしているらしく「うら若い女性」として扱われるとあからさまに照れる。男勝りでサド気質な性格が被っていて歳も近いグリゼルダとは仲が悪く、胸のサイズでは負けている。
アンリエット・ブリュー
声 - 西明日香
シャルロットの妹。シャルロットとは背丈などほぼ同じだが、シャルロットの金髪に対しアンリエットの髪の色は亜麻色で、胸の大きさはアンリエットの方が大きい。常に優秀な姉と自分を比べ、自虐的になっている。昔、犬型自動人形を一時的に、シャルから預かっていたが、扱いきれずに暴走してしまい、エドマンドに重傷を負わせてしまう。この事件が原因で、ブリュー家は取り潰しになってしまい、これが、トラウマになっていて、犬が苦手。

### 日本軍
花柳斎 硝子（かりゅうさい しょうこ）
声 - ゆかな
クチナシの香気を纏う着物姿の妖艶な美女で、魔力の流れを視認できる特殊レンズ内蔵眼帯とキセルがトレードマーク。人間を作ったとまで噂される、軍部も一目置く当代きっての人形師。日本陸軍近衛師団の「朧富士」「雪月花」の製作者。自他共に認める酒と美少女を好む遊興ぼけとして有名。暑い気候に極端に弱い。
雷真の体に流れる「紅翼の血」を欲しており、雷真に「天全への復讐を果たせるか否か」の賭けを持ちかけ、その切り札として夜々を与えた。夜々の自動修復は雷真の生命力を吸い取り賄っていることを仄めかすなど、様々な裏の目的がある様子の謎の多い人物。
雲雀（うんじゃく）
雷真の剣の師匠。幼い雷真に剣術を通して魔術の基礎を叩き込んだ。硝子の護衛として日本から呼ばれた。魔術師ではないが魔靱や心眼などを使える、魔術師とは全く違うやり方で同じ境地にたどり着いた戦士。完全な紅翼陣を使用し、雪月花三姉妹を同時に操った雷真でようやく倒せるほどの強さを持つ。ライコネンに不意打ちとはいえただの刀で手傷を負わせた。
扱う流派の名前は「山王一刀流」「古賀無心流」というらしい。

#### 雪月花
硝子に製作された三姉妹の禁忌人形。精瑠（セル）と呼ばれる物質で構成され、普通の生物のような細胞分裂により自己を生長、修復できる。イオネラ曰く、硝子の著した本に書かれている『人形に生命なし』『省みる甲斐なし』といった花柳斎の製作理念とはかなり異なるらしい。
いろり
声 - 茅野愛衣
硝子の側仕えを務める銀色の髪に大人びた風貌の少女型人形。「雪月花」の長女「雪の乙女」。禁忌人形。夜々の姉妹機にあたる。
冷気の魔術回路「氷面鏡（ひもかがみ）」を搭載しており、その威力は単独でシンを圧倒するほどだが、それは能力の表層に過ぎない。真の力は原子単位での熱の収奪であり、心眼を開いた術者が用いれば音を立てることなく周囲一帯を凍り付かせることもできる。その優秀な空間制圧能力によって、三姉妹中最高の戦闘能力を誇る。
古き良き大和撫子然とした少女で、誰に対しても礼節を弁え凛とした立ち居振る舞いをし、特に硝子と雷真には絶対の信服を置き付き従う。しかし、常に落ち着いた態度の反面激情家なところもあり、特に「家族」を傷付ける者には語気が荒くなる。
硝子の側仕えをするだけあって家事にも長け、料理が得意。
夜々（やや）
詳細は#夜々を参照。
小紫（こむらさき）
声 - 小倉唯
紅葉色の髪を左右に結った可愛らしい少女型人形。「雪月花」の三女「花の乙女」。禁忌人形。夜々の姉妹機にあたる。
外見に似つかわしい奔放な小悪魔少女的性格の少女で、堅いいろり、気難しい夜々に比べ、非常に明るく、根が素直で、人懐っこい性格。良くも悪くも裏表が無いが、姉二人に比べるとタメ口がデフォルトになっており、礼儀正しいとは言い難い。色恋沙汰には興味津々であり、夜々へのネタ振りが軽い。
夜々は姉に当たるが、「夜々姉さま」と呼びつつも夜々自身の素行や言動からあまり敬っているように見えず、若干ナメている節がある。夜々自身はいろりからよく子供扱いされているため、小紫に対しては姉ぶりたい様子である。しかしいろりと同じく姉妹の絆は固く、夜々の危機には本気で心配する。
隠形の魔術回路「八重霞（やえがすみ）」を搭載しており、各種センサーから生物の五感まで、あらゆる知覚情報を支配する力を秘めている。

### 魔術結社〈薔薇の師団〉
約2000年前に設立された最古の魔術結社。ネロ皇帝の弾圧から逃れるために地下に潜ったキリスト教徒の集まりが始まり。10数人の〈薔薇〉と呼ばれる幹部が議決権を持つ。結社の目的は権力の抑止であり、現在は世界大戦の回避を目的としていた。しかし、〈薔薇〉の数人が金薔薇たちによって粛清され、世界大戦を引き起こす側に移った。
エドマンド
大英帝国の王位継承候補筆頭たる第一王子。髪･瞳･服装共黒で統一された妖しい美貌の青年。通称「黒太子（こくたいし）」。機巧魔術万歳の当世を快く思っておらず、国内にありながら、王室に自治権を持つヴァルプルギス王立機巧学院とその主ラザフォードを「邪魔」と断じて憚らない。それを看過する父王や、英国との軍拡競争に明け暮れる各国も侮蔑と共に敵視しており、「英国の王権奪取を足掛かりに世界制服を成し遂げる」と嘯き、エヴァンジェリンの「絶対王権（マルチコントローラー）」で「自動人形エクスポ」に集結した数多の自動人形を手駒とし、機巧都市を血の海に変える大規模テロを巻き起こす。ブリュー家取り潰し事件の当事者でもある。
敵味方含めて誰よりも雷真の実力を高く評価しており、惚れ込んでいる。〈絶対王権〉の事件以来何度も雷真の前に姿を現しては自身の側へ引きこもうとしており、その度に断られては悪質なちょっかいを出し続けている。
「陸上戦艦」ダイダロス
ブリュー伯爵設計による空中戦艦型自動人形。硬式飛行船のように浮力はガス嚢で推力はプロペラ。エドマンドは機巧都市鎮圧のための武力および拠点とした。強力な艦砲は勿論、「イヴの心臓」の知覚能力を利用した高度な魔術プログラムによる、遠方の映像投影や無線傍受の機能を持つ。空間の魔術回路「空間歪曲（フォースディメンジョン）」を搭載しており、一度発動すれば、次元の壁であらゆる砲撃・侵入者を寄せ付けない文字通りの不沈艦と化す。
イカロス
西洋甲冑を思わせる流線型の装甲に覆われた、コバルトブルーの人型ボディを持つ自動人形。ダイダロスの本体であり、魔術回路も同じ「空間歪曲（フォース・ディメンジョン）」。次元の壁による回避能力に加え、次元の断層によってどんな強固な物体も切り裂く攻撃力を発揮する。テロ収束後も脱走したエドマンドと行動を共にしている。
朧富士／七號
花柳斎ブランドの乙女型自動人形。花柳斎の雷名を天下に知らしめた、富士演習場の地形を変えるほどの「怪物」だが、硝子からは美しくないという理由で失敗作扱いされている。
作品初期より日本陸軍近衛師団の所属としてその存在が仄めかされてきたが、なぜかエドマンドの自動人形として登場した。エドマンドのことを盲愛しており、その様は雷真に過激なアプローチをし続ける夜々を彷彿とさせるものがあり、さらにそれを凌駕するような変態的な発言を繰り返す。エドマンドからの扱いはかなりぞんざいである。また、エドマンド以外の者はどうでもよく、そのため指示に従わないことも多々あるなど人形としての性能はともかく性格に難がある。
魔術回路は〈天手力（あまのたぢから）〉。魔竜の〈魔剣〉と同じく宇宙の真理に関わる秘宝にあたる魔術で、重力を自在に操る。
ネイサン・ライコネン
十二年前の夜会を制した魔王。通り名は「焼却の魔王（ザ・クリムゾン）」。金髪に貴公子を思わせる整った顔立ちをもつ三十代の男性。若くして中将の地位にいる軍の将軍。同時に、英国の国外専門の諜報機関の設立に携わり、機関の初代長官に目される情報のスペシャリスト。通り名に相応しく炎に関係する魔術を操り、町一つを焼き尽くすことも容易い。また、小紫の高度な幻術を即座に見破る、雷真とグリゼルダの連携でもわずかな手傷を負わせるのがせいいっぱいだったなど桁はずれな実力を持つ。
グリゼルダが学生の時には、彼女の家庭教師を務め、グリゼルダが魔王になるのに貢献した。
フリスヴェルグ「すべてを呑み込む者」
ライコネンの自動人形。ルネサンス後期に製造された伝説級のアンティーク・ドール。固体のボディを持たず、不定形の炎そのもののような存在。
熱の魔術回路を搭載しているようで、強力な炎を操ることができる。ただし、ライコネンの身体を炎に変化させるなど単純に熱を操る能力ではないらしく、回路の詳細は不明。
アストリッド・セト / 金薔薇
オルガの実の祖母で育ての親。エドマンドとライコネンの義理の親。腐毒を操るセトの魔術を使用する。神性機巧を手に入れるために戦争を起こし、その頂点に立とうと企んでいる。
完全なる獣（バハムート）
獅子型自動人形。「万物流転（パンタレイ）」の魔術回路を蔵しており、使用者の時間を加速させることができる。
ローレライ
腹に女性が埋め込まれた鷲型自動人形。魔術回路はエヴァと同じく「絶対王権（マルチコントローラー）」。女性はオルガの母親で金薔薇の実の娘。フレイとガルムたちによって「絶対王権（マルチコントローラー）」を無効化され、ロキによって破壊される。
セフィラ・バルゼル・アプラクサス / 黒薔薇
ドロシーの祖母（しかし、彼女は自身をお姉さまと呼ばせている）であり、彼女と同じく死霊術を使用する。死にかけていた夜々やフレイの命を繋ぎ留めるなど、謎の行動を取っている。アストリッドとは互いにババアと罵り合い喧嘩が多い。
グローリア / 銀薔薇
英国王妃でありながら軍の将軍職に就いており、第一機巧師団の司令官を務める。エドマンドにとっては継母に当たる。グリゼルダがかつて所有していた魔具である佩剣ストラトキャスターを所有している。
イージス
女性型自動人形。魔術回路は「魔防」。通常の防御壁としての使用のほかに、壁を敵と人形の間に築いて魔力伝導を遮るといった応用もできる。
土門 綺羅（どもん きら） / 紫薔薇
土門日輪の祖母。土門家の家長にして、いざなぎ一門の総元締め。一門の大凶兆を避けるため『日輪を雷真の許嫁にする代わりに赤羽撫子を殺害する』約束を赤羽一門と交わした。しかし第3次世界大戦にて日本軍の開発した人形を使って赤羽一門が武勲を上げることを恐れ、赤羽一門が撫子を生かそうと謀ったことを口実に赤羽一門を全滅させた。さらにいざなぎ一門の権力を使い事件をもみ消した、雷真にとっては一族の直接の仇。

### Dワークス
ブロンソン
声 - 成田剣
新進気鋭の機巧工房Dワークスの社長。ヘイゼルの実父。フレイとロキの後援者であり、一応は義父。学院のOBであり、二十年前の「夜会」でその優勝者と魔王の座を争い、後一歩の所で敗北した。キンバリー曰く、当時は「剣を統べる天使（ソードエンジェル）」の名で一世を風靡したかなりの実力者。禁忌に精通し、「魔術師は技術の進歩に貢献することを躊躇ってはならない」という持論のもと、法も倫理も逸脱した狂気に走る。
性格は極めて酷薄で、自分の目的のためには手段を選ばず、平気で他人を犠牲にする。数々の非合法な手口で孤児を集め、人造の「約束された子ども」の実験台にしていた。
ルシファー
ブロンソンの自動人形。Dワークスの「エンジェル」シリーズでケルビムの上位機にあたる金色の機体。魔術回路は「熱風操作（ジェット）」。
ヨミ
声 - 一城みゆ希
Dワークスの「ガルム」シリーズのプロトタイプであり、ラビの実母。魔術回路は「音圧操作（ソニック）」。ラビ達とは異なり、知能が高く会話もできる。フレイたちの「孤児院」の施設に繋がれていた。

### その他の人物および自動人形
赤羽 撫子（あかばね なでしこ）
声 - 花澤香菜
雷真の妹。雷真の回想の中で、中身を抜き取られて殺されていた。雷真が家を出るときに、半ば喧嘩別れのようになっていた。理由は不明だが、彼女に瓜二つの自動人形・火垂をマグナスが所持している。
エドガー･ブリュー
シャルロットとアンリエットの父。穏やかな物腰の男性だが、高い実力を持つ魔術師。「活殺結界（イグジスト）」という二つ名を持つ。妻子を人質に取られ、〈結社〉に引き入れられていた。

### 機巧少女は傷つかない Facing "Burnt Red"の登場人物

#### 迦具夜（かぐや）
『機巧少女は傷つかない Facing "Burnt Red"』のヒロイン。月毛色の髪と狐耳をした主人公（プレイヤー）の自動人形。主に主人公と行動を共にする。心象投影の魔術回路「月読灯（バーント・レッド）」を搭載しており、対象の人間の心を読む事ができる他、その心象を影人形として具現化する。この能力の真価は「自動的に敵の敵を作り出す事」であり、キンバリー曰く「正に、戦争には理想的な兵器だ。」とのこと。

### ジーンメタリカ-機巧少女は傷つかない Re:Acta-の登場人物
芥 ヤマト（あくた やまと）
『ジーンメタリカ-機巧少女は傷つかない Re:Acta-』の主人公。白髪をしている。親しかった者たちを皆殺しにされ、その復讐のために皆殺しにした組織である機巧改へと入隊した。
白夜（びゃくや）
『ジーンメタリカ-機巧少女は傷つかない Re:Acta-』のヒロイン。ヤマトの自動人形。放っておくと野良猫を拾ってきたりする。花柳斎人形と目されているがその真偽は不明、しかし贋作であったとしても真作に通じるほどの性能を持つ。とあるきっかけで夜々と出会った時には『朧月夜』の『白夜』と名乗り、夜々からは構造・癖に至るまで花柳斎人形そのものと見抜かれている。人形使いのように人形を操る規格外の能力を持つが、その詳細は不明。

## 用語

### ヴァルプルギス王立機巧学院
機巧魔術の最高学府。大英帝国の機巧都市リヴァプールにあり、世界中から優秀な魔術師･人形師が集まっている。貴族の御曹司･御令嬢が大半を占めている。校風は「実力主義」の一言に尽き、地位や家柄よりも魔術師としての実力が優先され、学院の卒業資格だけでも出世の材料として十分な武器となる反面、夜会を始めとする厳しいカリキュラムが組まれ、あまりの過酷さに進級も困難な落第生も毎年多数出る。生徒一人一人の所有する自動人形が、国家機密相当の最新鋭技術や世界遺産相当の秘術の結晶であるため、学外への人形の持出しは、所有者の卒業まで禁止されており、学院は堅牢な城壁に囲まれた巨大な監獄の様相を呈している。
夜会
正式名称は「ヴァルプルギスの夕べ」。ヴァルプルギス王立機巧学院において四年に一度に行われる、魔王を選出する一大イベント。学院の成績上位者百名が機巧戦闘を行い魔王（ワイズマン）を目指すというものである。
夜会開催前に参加資格を持つ者が持たない者に機巧戦闘で敗れれば、敗者の資格を剥奪し、他の者に与えるなど、実力主義が徹底されている。
ルール
対戦形式はロイヤルランブルで、常に一対一とは限らず、上位者は下位者に対するサボタージュ権を持つ。勝利条件は相手の手袋の奪取。ただし相手を死に至らしめた場合はいかなる理由をもってしても参加資格を剥奪される。
魔王（ワイズマン）
四年に一度開かれる夜会で選ばれる、同世代で最も優秀な魔術師の称号。国際魔術憲章ならびに魔術師倫理規定の埒外となり、禁術の使用、禁書の閲覧などあらゆる制限から解放された多くの権限を持つ。ただし、殺人などの犯罪行為は許されていない。
手袋持ち（ガントレット）
夜会の参加資格（エントリー）の証として、学院から授与された手袋を持つ学生の呼称。夜会の戦闘中は、手袋の着用が義務づけられる。手袋は、パールホワイトに輝くシルク地に、金糸で登録コードが刺繡される。登録コードは申請者（担当教官や執行部の推薦人）がつけることになっている。手袋の配給は、定期考査のたびに候補者が更新され、最終的に夜会開催の直前期（初夏頃）に渡される。
選抜対象は、四十九位までは戦闘能力で選ばれる。残りは各学科のスコアから偏差値を割り出し、全学生の中から選ばれる。
十三人（ラウンズ）
「手袋持ち」の上位13名が畏敬の念と共に呼ばれる。

### 機巧魔術とその解説
自動人形（オートマトン）
魔術回路を内蔵し、人形使いの魔力を受けて活動する人形。つまり意思を持つロボット。姿は人型に限らず、実に様々な様態の自動人形が存在する。内蔵する生命の魔術回路「イブの心臓」によって自律性や知性を有し、一般にはさらに後一つだけ搭載可能な、別の魔術回路を生かした特性を持つ。
人形と人形師の腕によっては、知覚の共有をすることができる。負傷した場合、人形使いの近くにいるほど修復が早くなる。
魔術回路
呪文や印や魔法陣などの、複雑怪奇な魔術儀式を疑似的に再現する機巧。魔力を流すだけで魔術的効果を発揮する。ただし、性能を十分に発揮するためには、使い手の習熟や才能、または回路を搭載した自動人形による制御のサポートや代行が必要。一般的に自動人形は、一つの体に生命の魔術回路「イブの心臓」と別の魔術回路を一つずつ搭載し、最近出回った新術から、宇宙の真理に関わる古の秘法まで、様々な特性を付与されている。
機巧魔術（マキナート）
錬金術を起源とする、生命の魔術回路「イブの心臓」の発明によって切り開かれた、魔術の概念を塗り変えた近代的詠唱法。
魔術回路を内蔵する自動人形と、それを操る人形使いからなるコンビネーションにより、従来よりも遥かに迅速･精確･強力な魔術行使を実現したため、機巧魔術は高度に発達した魔術体系の根幹をなし、魔術の軍事転用により激動の時代が到来した。
「イブの心臓」
最も普及している魔術回路。生命の魔術回路で、人形に知性を与える。優秀な人形師ならば人間とほとんど変わらない人形を作ることもできる。未だ全容の解明されないブラックボックスで、複製はできても一から作ることは不可能だといわれている。また、「魔活性不協和の原理」の唯一の例外。人形の核であり、これさえ無事なら修復可能だが、破損は人形の死を意味する。
魔活性不協和の原理
機巧物理学の基礎概念。異なる二種の魔術回路は同一のボディに存在できない。現時点でもそれは解消されていない。
強制支配（フォース）
基本的には自律している自動人形を、ある程度強制的に操ること。
知覚の共有
優れた人形使いと、一部の自動人形（ガルムシリーズなど）に可能な魔術。
コントロール中の自動人形と文字通り知覚を共有することができるが、その間、人形遣いは無防備になってしまう。
念動
自律性の低い、もしくは無い人形を操る高等魔術。人形使いの魔力だけで、関節、バランス、動きをコントロールしなければならない。相当な鍛錬を積んだ人形使いで無ければ、人形の腕一本動かすことさえできない芸当だが、雷真は初心時から稚拙であるもののこれを行なっている。

### 禁忌
禁忌人形（バンドール）
生体機巧、つまり、人間など生物の肉体が使われた人形。魔力親和性が高く、ある程度なら自前で魔力を生成できるが、魔術師倫理規定で禁止されている（ただし夜会の参加規約では使用までは禁止されていない）。花柳斎作の雪月花や朧富士、マグナスの戦隊、シグムント、ガルムシリーズ、機巧兵士シリーズがこれにあたる。

神性機巧（マシンドール）
人形使いからの魔力供給なしでも無制限の魔術行使が可能な人形。自動人形とは異なり、完全に自律している。
人形より魔術制御に劣る人間と、人間無しには動けない人形の両方を超えた存在＝「機巧（マシン）の人間（ドール）」という意味であり、「人間（神）に作られた人間（人形）」。自動人形との決定的な違いは、自身も自動人形を操れるということで、「魔活性不協和の原理」を超越すると言われている。魔術師最大の禁忌である。

『機巧魔術関連技術の対機巧戦闘への応用』
キンバリーが博士号を取ったときの論文。これ以上に無いストレートなテーマで、クルーエル曰く「禁忌に片足突っ込んでいる」らしい。

『デ・オルガルム』
臓器についての禁書。魔術師協会が厳重に管理していたが、ロキを懐柔するための餌としてキンバリーが持って来た。
ただし禁書であるため、「魔王」の資格がなければ内容の閲覧も実行もできない。

機巧兵士（マシーネンソルダート）シリーズ
『神性機巧（マシンドール）は傷つかない』という予言を基に開発された、人体を戦闘用に機巧化し、運動方向の魔術回路「完全統制振動（フラガラッハ）」を組み込んで、肉体の運動方向を分子レベルで操作することで「決して壊れない」ようにした兵士。
作中には第3~5世代までが登場している。個々の戦闘能力は高いが、人間だったために、痛みや負傷とは無縁ではいられない。
MK3
旧世代の機巧兵士で未完成品とされている。戦闘能力はMK4の五分の一ほど。
MK4
機巧兵士の完成品。シンがこれにあたる。
MK5
テスト運用中の試作品である最新鋭機。基本性能はシンと同じだが、それぞれが能力の一部を特化させてある。

### 組織
Dワークス
「神の（D=ディバイン）御業（ワークス）」を意味する、十年前から名を上げ始めた自動人形の機巧工房。魔術回路の開発も行い、五年前には「音圧操作（ソニック）」の魔術回路で特許を取り、英国陸軍の次期主力コンペにもノミネートされているが、黒い噂が絶えない。
十字架の騎士（クロイツリッター）
ドイツの名門ローゼンベルクを首魁とする夜会参加者の集団。機巧魔術（マキナート）の実験と他国の技術の情報収集のため、構成員の成績を操作し、七十四位から八十六位までを独占した。構成員の国籍は様々だが、ローレンス育英基金を通じて奨学金を受けているという共通点がある。
アリス・バーンスタインとは協力関係にある様子。
薔薇の師団（ばらのしだん）
約2000年前に設立された世界最古の魔術結社。作中では〈結社（けっしゃ）〉と呼ばれることが多い。
元々はネロ皇帝の弾圧を逃れるために地下に潜ったキリスト教徒の集まりと言われており、機巧魔術が誕生する以前から怪しげな秘術を実践して、今日の魔術世界の礎を作り上げた。特定の指導者は存在せず、議決権を持つ〈薔薇（ばら）〉と呼ばれる十数人の幹部が組織を運営している。
設立当初から権力を制御して権力の暴走を止めることを自らの正義として掲げているが、実際は政治を裏から操ることに他ならず、明らかな反政府組織である。常に歴史の影で暗躍を続け、その存在はローマやカトリック教会などの支配を脅かすほどのものであった。現在でもブリュー家の爵位剥奪やエドマンドの暗躍など様々な事件に関与している。こうして現在に至るまで恐怖によって世界を裏から支配しており、そのため作中では結社のことは、「テロリズムの体現者」、「傀儡のエキスパート」と表現されている。

### その他
機巧都市リヴァプール
大英帝国にある港湾都市。ロンドンから直通の列車で半日ほどの所に位置する。マンチェスター市で大量の木線を、世界中に送り出すための前線基地としての役割を果たす。帝国の誇る貿易港にて、ヴァルプリギス王立機巧学院を擁し、いまやケンブリッジ市に次ぐ学術都市としても名を馳せている。
赤羽一門
雷真の生家。複数の人形を軍団の如く操り戦う、日本における人形使いの名門だが、雷真曰く傭兵まがいの「戦争屋」ゆえに身分が低く、蔑まれることも多かった。もとは陰陽師の家系で、かつて護法や式神を自在に操ったと言われる。紅翼の血（くれつばのち）という遺伝的特質が伝承されており、優れた人形使いを数多く輩出している。
ブリュー家
シャルロットの家系。自動人形の蒐集家で有名なエドガー･ブリュー伯爵（シャルロットの父親）など、英国が誇る機巧魔術の名門だったが、王太子が客として訪れた時にブリュー家の犬型自動人形が暴走し、怪我をさせてしまったことから、王室から厳しい譴責を受け、爵位は剥奪され一家離散。シャルロット達が家族同然に大事にしてきた数々の自動人形も没収された。
キングスフォート家
イギリスの政界における重鎮。国内での人気は非常に高い。諜報機関ともパイプを持つ貴族院の有力議員。<神の似姿>と呼ばれるものの共同研究を学院に持ちかけていたようだが、詳細は不明。
約束された子ども（プロミストチルドレン）
百万人に一人の確率で生まれる、魔力親和性に優れた人間のこと。Dワークスでは孤児を使って人為的にこれを生みだしており、それらは皆、機巧の心臓によって色素が抜けるため真珠色の髪と紅い眼になっている（色素欠乏症・アルビノと同じく、体や髪は白く、眼底色素が薄く瞳の奥の血管の色が透けて見えるため赤い眼となる）。日本では「白神子（しらみこ）」、ドイツでは「白い子ども（ヴァイセンキンダー）」などと呼ばれる。
メタトロン
アニメ映像特典に登場。風呂などで出没していた謎の光の正体。第六元素で魔力伝導現象の精霊で、寿命のため最後の力を振り絞って雷真に会いに来た。雷真と撫子が幼い頃に出会っているがその存在は撫子にしか見えていなかった。

## 既刊一覧

### 小説
- 海冬レイジ（著）・るろお（イラスト）、メディアファクトリー→KADOKAWA〈MF文庫J〉、全17巻
  - 『機巧少女は傷つかない1 Facing "Cannibal Candy"』、2009年11月25日発売[10]、ISBN 978-4-8401-3085-1
  - 『機巧少女は傷つかない2 Facing "Sword Angel"』、2010年3月25日発売[11]、ISBN 978-4-8401-3245-9
  - 『機巧少女は傷つかない3 Facing "Elf Speeder"』、2010年7月23日発売[12]、ISBN 978-4-8401-3452-1
  - 『機巧少女は傷つかない4 Facing "Rosen Kavalier"』、2010年11月25日発売[13]、ISBN 978-4-8401-3579-5
    - 『ドラマCD付き特装版』、同日発売[14]、ISBN 978-4-8401-3580-1

  - 『機巧少女は傷つかない5 Facing "King's Singer"』、2011年3月25日発売[15]、ISBN 978-4-8401-3854-3
  - 『機巧少女は傷つかない6 Facing "Crimson Red"』、2011年7月25日発売[16]、ISBN 978-4-8401-3973-1
  - 『機巧少女は傷つかない7 Facing "Genuin Legends"』、2011年12月22日発売[17]、ISBN 978-4-8401-4336-3
  - 『機巧少女は傷つかない8 Facing "Lady Justice"』、2012年4月25日発売[18]、ISBN 978-4-8401-4549-7
  - 『機巧少女は傷つかない9 Facing "Star Gazer"』、2012年9月25日発売[19]、ISBN 978-4-8401-4820-7
  - 『機巧少女は傷つかない10 Facing "Target Gold"』、2013年1月25日発売[20]、ISBN 978-4-8401-4959-4
  - 『機巧少女は傷つかない11 Facing "Doll's Master"』、2013年5月24日発売[21]、ISBN 978-4-8401-5183-2
  - 『機巧少女は傷つかない12 Facing "Master's Doll"』、2013年9月25日発売[22]、ISBN 978-4-8401-5415-4
  - 『機巧少女は傷つかない13 Facing "Elder Empress"』、2014年2月25日発売[23]、ISBN 978-4-04-066308-1
  - 『機巧少女は傷つかない14 Facing "Violet Silver"』、2014年10月24日発売[24]、ISBN 978-4-04-066910-6
  - 『機巧少女は傷つかない15 Facing "Machine doll I"』、2015年9月25日発売[25]、ISBN 978-4-04-067470-4
  - 『機巧少女は傷つかない16 上 Facing "Machine doll II"』、2017年7月25日発売[26]、ISBN 978-4-04-069287-6
  - 『機巧少女は傷つかない16 下 Facing "Machine doll II"』、2017年7月25日発売[27]、ISBN 978-4-04-069286-9

### 関連書籍
- 『機巧少女は傷つかない るろお ART WORKS』2015年3月25日発売[28]、ISBN 978-4-04-066109-4

## Machine-Doll Project
本作でのメディアミックス展開の企画で、このプロジェクトを元にメディアミックスを行っている。第1弾はボーカル・原田ひとみ、とくPプロデュースのイメージCD。第2弾は、高城計によるコミカライズ。第3弾は、文庫4巻に長編ドラマ・ソング、コミック1巻に短編ドラマ・ラジオを収録したCD付き特装版。

### 第1弾（イメージCD）
- 『機巧少女は傷つかない プロローグEP MACHINE DOLL』、2010年1月22日発売
  - ボーカル：原田ひとみ、サウンドプロデュース：とくP（メディアファクトリー）

### 第2弾（漫画）
機巧少女は傷つかない
『月刊コミックアライブ』にて2010年6月号より連載中。それにあわせて、「機巧少女倶楽部」という記事ページも連載している。
- 海冬レイジ（原作）・るろお（キャラクター原案）・高城計（作画）、メディアファクトリー→KADOKAWA〈MFコミックス アライブシリーズ〉、既刊9巻（2016年3月23日現在）
  1. 2010年11月30日初版発行（11月22日発売）、ISBN 978-4-8401-3378-4
    - 『ドラマCD付き特装版』、2010年11月22日初版発行（同日発売）、ISBN 978-4-8401-3377-7

  2. 2011年3月31日初版発行（3月23日発売）、ISBN 978-4-8401-3768-3
  3. 2011年10月31日初版発行（10月22日発売）、ISBN 978-4-8401-4049-2
  4. 2012年3月31日初版発行（3月23日発売）、ISBN 978-4-8401-4433-9
  5. 2012年9月30日初版発行（9月21日発売）、ISBN 978-4-8401-4726-2
  6. 2013年5月15日初版発行（5月23日発売）、ISBN 978-4-8401-5058-3
  7. 2013年9月30日初版発行（9月21日発売）、ISBN 978-4-8401-5323-2
  8. 2014年9月23日初版発行（同日発売）、ISBN 978-4-04-066815-4
  9. 2016年3月23日初版発行（同日発売）、ISBN 978-4-04-068205-1

ジーンメタリカ-機巧少女は傷つかない Re：Acta-
『月刊コミックジーン』にて2013年5月号より連載。本編から約数十年後の20世紀前半の日本が舞台のスピンオフ作品である。
- 海冬レイジ（原作）・るろお（キャラクター原案）・釜田みさと（作画）、メディアファクトリー→KADOKAWA〈MFコミックス ジーンシリーズ〉、全2巻
  1. 2013年9月30日初版発行（9月27日発売）、ISBN 978-4-8401-5330-0
  2. 2014年5月31日初版発行（5月27日発売）、ISBN 978-4-04-066564-1

機巧少女は傷つかない アンソロジーコミック
- KADOKAWA〈MFコミックス アライブシリーズ〉、2014年1月23日発売、ISBN 978-4-04-066249-7

### 第3弾（ドラマCD）
2010年11月25日発売の原作4巻に長編パート（side-A）を、コミックス1巻には短編パート（side-B）をそれぞれ特装版に収録。
スタッフ
- 原作・脚本 - 海冬レイジ
- 音響監督 - 亀山俊樹
- 制作 - メディアファクトリー
- 制作協力 - タブリエ・コミュニケーションズ

## テレビアニメ
2013年1月に公式サイトにてテレビアニメ化が発表され、同年10月から12月までAT-Xほかにて放送された。AT-Xでは、放送開始前週の9月30日に事前特番『「機巧少女は傷つかない」一夜限りの夜会SP』が放送された。

### スタッフ
- 原作 - 海冬レイジ（MF文庫J『機巧少女は傷つかない』／KADOKAWA刊）[5]
- 原作イラスト - るろお[5]
- 監督 - よしもときんじ[5]
- シリーズ構成 - 柿原優子[5]
- キャラクターデザイン・総作画監督 - 渡辺敦子[5]
- ドール／プロップデザイン・ドール総作画監督 - 廣瀬智仁[5]
- サブキャラクター／衣装デザイン - 黒澤桂子
- メインアニメーター - 成川多加志[5]
- 美術設定 - 金平和茂[5]
- 美術監督 - 緒続学[5]
- 色彩設計 - 柳沢久美子[5]
- CGIディレクター - 内山正文[5]
- 撮影監督 - 塩見和欣[5]
- ビジュアルコーディネーター - 松原貞姫[5]
- 編集 - 坂本雅紀[5]
- 音響監督 - 明田川仁[5]
- 音楽 - 横山克[5]
- 音楽制作 - KADOKAWA（メディアファクトリー）[5]
- エクゼクティブプロデューサー - 松本浩、大澤信博
- プロデューサー - 田中翔、臼井久人、土橋哲也、金庭こず恵、畠山拓郎
- アニメーションプロデューサー - 比嘉勇二
- 制作プロデューサー - 山崎成人
- プロデュース - ジェンコ[5]
- 制作 - Lerche[5]
- 製作 - 機巧少女は傷つかない製作委員会[5]（KADOKAWA、ショウゲート、AT-X、ムービック、ジェンコ）

### 主題歌
「Anicca」
オープニングテーマ。作詞はLINDEN、作曲・編曲はとく、歌は原田ひとみ。
「回レ!雪月花」
エンディングテーマ。作詞・作曲・編曲はヒゲドライバー、歌は夜々（原田ひとみ）、いろり（茅野愛衣）、小紫（小倉唯）によるユニット「歌組雪月花」。

### 各話リスト
| 話数   | サブタイトル                | 脚本     | 絵コンテ       | 演出              | 作画監督                                                                                  |
| ------ | --------------------------- | -------- | -------------- | ----------------- | ----------------------------------------------------------------------------------------- |
| 第1話  | Facing "Cannibal Candy" I   | 柿原優子 | よしもときんじ | 鈴木芳成          | アミサキリョウコ、成川多加志                                                              |
| 第2話  | Facing "Cannibal Candy" II  | 柿原優子 | よしもときんじ | 野亦則行          | 樋口博美                                                                                  |
| 第3話  | Facing "Cannibal Candy" III | 柿原優子 | 夕澄慶英       | 鈴木芳成          | アミサキリョウコ、成川多加志                                                              |
| 第4話  | Facing "Cannibal Candy" IV  | 柿原優子 | 夕澄慶英       | 夕澄慶英          | 竹上貴雄                                                                                  |
| 第5話  | Facing "Sword Angel" I      | 竹内利光 | 鈴木芳成       | 鈴木芳成          | 樋口博美、黒澤桂子                                                                        |
| 第6話  | Facing "Sword Angel" II     | 竹内利光 | 岩畑剛一       | 吉田俊司          | 杉本功                                                                                    |
| 第7話  | Facing "Sword Angel" III    | 竹内利光 | 小林孝志       | 小林孝志          | 成川多加志、黒澤桂子 樋口博美、松本剛彦 アミサキリョウコ 東出太（アクション）             |
| 第8話  | Facing "Sword Angel" IV     | 竹内利光 | 夕澄慶英       | 吉田俊司          | 黒澤桂子 東出太（アクション）                                                             |
| 第9話  | Facing "Elf Speeder" I      | 竹内利光 | 岩畑剛一       | 三好正人          | 廣瀬智仁、高山幸二                                                                        |
| 第10話 | Facing "Elf Speeder" II     | 竹内利光 | 松本剛彦       | 小川浩司          | 齋藤雅和、水野隆宏                                                                        |
| 第11話 | Facing "Elf Speeder" III    | 竹内利光 | 原博           | 鈴木芳成 間島崇寛 | 黒澤桂子、成川多加志 岩佐とも子、アミサキリョウコ 星野真澄、樋口博美 東出太（アクション） |
| 第12話 | Facing "Elf Speeder" IV     | 竹内利光 | 藤川太         | 川西泰二          | いいのまこと、松本剛彦 成川多加志、黒澤桂子 もりやまゆうじ、山形孝二                      |

### 放送局
| 放送地域                                                 | 放送局                                                   | 放送期間                                                 | 放送日時                                                 | 放送系列                                                 | 備考                                                     |                                                          |
| 放送直前特番『「機巧少女は傷つかない」一夜限りの夜会SP』 | 放送直前特番『「機巧少女は傷つかない」一夜限りの夜会SP』 | 放送直前特番『「機巧少女は傷つかない」一夜限りの夜会SP』 | 放送直前特番『「機巧少女は傷つかない」一夜限りの夜会SP』 | 放送直前特番『「機巧少女は傷つかない」一夜限りの夜会SP』 | 放送直前特番『「機巧少女は傷つかない」一夜限りの夜会SP』 | 放送直前特番『「機巧少女は傷つかない」一夜限りの夜会SP』 |
| -------------------------------------------------------- | -------------------------------------------------------- | -------------------------------------------------------- | -------------------------------------------------------- | -------------------------------------------------------- | -------------------------------------------------------- | -------------------------------------------------------- |
| 日本全域                                                 | AT-X                                                     | 2013年9月30日                                            | 月曜 20:30 - 21:00                                       | CS放送                                                   | リピート放送あり                                         |                                                          |
| 本放送                                                   |                                                          |                                                          |                                                          |                                                          |                                                          |                                                          |
| 日本全域                                                 | AT-X                                                     | 2013年10月7日 - 12月23日                                 | 月曜 20:30 - 21:00                                       | CS放送                                                   | 製作委員会参加 リピート放送あり                          |                                                          |
| 東京都                                                   | TOKYO MX                                                 | 2013年10月8日 - 12月24日                                 | 火曜 0:30 - 1:00（月曜深夜）                             | 独立局                                                   |                                                          |                                                          |
| 近畿広域圏                                               | 読売テレビ                                               | 2013年10月8日 - 12月24日                                 | 火曜 2:12 - 2:42（月曜深夜）                             | 日本テレビ系列                                           | MANPA 第2部                                              |                                                          |
| 愛知県                                                   | テレビ愛知                                               | 2013年10月9日 - 12月25日                                 | 水曜 2:05 - 2:35（火曜深夜）                             | テレビ東京系列                                           |                                                          |                                                          |
| 韓国全域                                                 | ANIPLUS                                                  | 2013年10月9日 - 12月25日                                 | 水曜 23:30 - 木曜 0:00                                   | CS放送、IP放送 ケーブルテレビ ネット配信                 | 19歳以上視聴可で放送 韓国語字幕あり                      |                                                          |
| 日本全域                                                 | BS11                                                     | 2013年10月11日 - 12月27日                                | 金曜 0:00 - 0:30（木曜深夜）                             | BS放送                                                   | ANIME+枠                                                 |                                                          |
| 日本全域                                                 | ニコニコ生放送                                           | 2013年10月11日 - 12月27日                                | 金曜 1:00 - 1:30（木曜深夜）                             | ネット配信                                               |                                                          |                                                          |
| 日本全域                                                 | ニコニコチャンネル                                       | 2013年10月11日 - 12月27日                                | 金曜 1:30 更新（木曜深夜）                               | ネット配信                                               |                                                          |                                                          |
| 日本全域                                                 | バンダイチャンネル                                       | 2013年10月18日 - 2014年1月3日                            | 金曜 12:00 更新                                          | ネット配信                                               |                                                          |                                                          |
| 日本全域                                                 | dアニメストア                                            | 2013年10月25日 - 2014年1月10日                           | 金曜 12:00 更新                                          | ネット配信                                               |                                                          |                                                          |

### BD / DVD
| 巻  | 発売日         | 収録話          | 規格品番   | 規格品番  |
| 巻  | 発売日         | 収録話          | BD         | DVD       |
| --- | -------------- | --------------- | ---------- | --------- |
| 1   | 2013年12月25日 | 第1話 - 第2話   | ZMXZ-8981  | ZMBZ-8991 |
| 2   | 2014年1月29日  | 第3話 - 第4話   | ZMXZ-8982  | ZMBZ-8992 |
| 3   | 2014年2月26日  | 第5話 - 第6話   | ZMXZ-8983  | ZMBZ-8993 |
| 4   | 2014年3月26日  | 第7話 - 第8話   | ZMXZ-8984  | ZMBZ-8994 |
| 5   | 2014年4月25日  | 第9話 - 第10話  | ZMXZ-8985  | ZMBZ-8995 |
| 6   | 2014年5月28日  | 第11話 - 第12話 | ZMXZ-8986  | ZMBZ-8996 |
| BOX | 2018年2月23日  | 第1話 - 第12話  | ZMAZ-11862 | -         |

### 映像特典
BD / DVD各巻収録の原作・海冬レイジ書き下ろし特典文庫原作OVA。ストーリー原案は海冬レイジ。
- 脚本 - 竹内利光
- 絵コンテ - 岩畑剛一

| 話数    | サブタイトル                      | 演出              | 作画監督                                          |
| ------- | --------------------------------- | ----------------- | ------------------------------------------------- |
| Vol.I   | そして二人は学び舎へ              | 鈴木芳成          | 中野圭哉                                          |
| Vol.II  | いろり、露天風呂で粗相する        | 鈴木芳成 小林孝志 | 中野圭哉、黒澤桂子 廣瀬智仁                       |
| Vol.III | シャルとフレイ、戦慄のバスルーム  | 小林孝志          | 中野圭哉、内原茂 黒澤桂子（キャラクター作画監督） |
| Vol.IV  | 赤羽撫子、夏の夜の夢              | 小林孝志          | 中野圭哉、黒澤桂子                                |
| Vol.V   | 個人授業 〜医務室で美女ふたりと〜 | 小林孝志          | 成川多加志                                        |
| Vol.VI  | 美少女集合!水着だらけの大騒動     | 小林孝志          | 黒澤桂子、廣瀬智仁                                |

### Webラジオ
『ラジオ・機巧少女〜メインキャストは傷つかない〜』は、音泉とアニメイトTVにて2013年9月3日から2014年2月25日まで配信されていたWebラジオ番組。パーソナリティは下野紘（赤羽雷真 役）、原田ひとみ（夜々 役）、高本めぐみ（シャルロット・ブリュー 役）。

## ゲーム
機巧少女は傷つかない Facing "Burnt Red"
2013年12月6日にiOSアプリとAndroidアプリ用にリリース。バトルシーンをフル3Dグラフィックで再現し、かつスマートフォンの操作性に最適化した新感覚の"フリック型3D バトル"が特徴。ゲームは、ストーリーを進行する“バトル”、自動人形の強化や編成を行う“ユニット”のふたつを軸に進行する。原作者の海冬レイジ監修によるオリジナルストーリーを展開。アイテムなど一部が有料だがダウンロードは無料。2015年1月30日に終了し、以降は本アプリを起動してもプレイできない。
夜々フリック
2013年12月26日よりiOSアプリ用に、2014年1月17日よりAndroidアプリ用にリリース。制限時間内にフリック入力することで夜々のオリジナルボイスをコレクションできる。「学校編」「デート編」などさまざまなステージが用意されており、まるで夜々に話しかけられているような感覚でストーリーが進んでいく。ステージは一部が有料だがダウンロードは無料。2018年1月31日(水) 15:00に配信を終了した。
この他に、HEROZ（2014年7月30日まではNECビッグローブ）のスマートフォン向けアプリのカードコレクションゲーム『嫁コレ』に参加している。